# Саллибрук
Саллибрук (англ. Sallybrook; ирл. Gleann Sailí) — деревня в Ирландии, находится в графстве Корк (провинция Манстер).